# Zeebrygges LNG-terminal
Zeebrygges LNG-terminal är en belgisk terminal för flytande naturgas (LNG) i Zeebrygge, som ägs och drivs av det belgiska gasföretaget Fluxys LNG SA. 
Zeebrygges LNG-terminal ligger i Zeebrygges yttre hamn. Den började anläggas 1982 och togs i drift 1987. Terminalen har en årlig kapacitet på nio miljarder kubikmeter naturgas.
Terminalen tar emot alla typer av LNG-tankbåtar, inklusive Q-Max-tankers, som lastar upp till 266.000m³ LNG. Det finns fyra lagringstankar med en sammanlagd lagringskapacitet på 380.000 kubikmeter LNG.
Dunkerques LNG-terminal i Frankrike är sedan några år ansluten till Zeebrygges LNG-terminal och därmed till det belgiska gasnätet, som i sin tur är anslutet till gasnäten i Tyskland, Nederländerna och Storbritannien. 